# Pierre la Cour
Pierre la Cour (født 22. februar 1716 i Köpenick, død 14. marts 1775 på Strandet) var stifteren af den danske linje af familien Doronville de la Cour. Han var af fransk huguenotisk afstamning. Foreningen Pierre la Cours Slægt er opkaldt efter ham.